# Beta Trianguli
Beta Trianguli (β Tri) – najjaśniejsza gwiazda w gwiazdozbiorze Trójkąta, znajdująca się w odległości około 127 lat świetlnych od Słońca.

## Charakterystyka
Beta Trianguli jest olbrzymem (lub podolbrzymem) należącym do typu widmowego A, gwiazdą gorętszą i 71 razy jaśniejszą od Słońca. Gwiazda ma zaledwie 580 milionów lat i stosunkowo niedawno zakończyła syntezę wodoru w hel. Jest to gwiazda spektroskopowo podwójna. Jej towarzyszka jest gwiazdą podobną do Słońca. Gwiazdy średnio dzieli 0,3 au, ale duży mimośród orbity sprawia, że gwiazdy oddalają się do 0,42 au i zbliżają na zaledwie 0,17 au; jeden obieg zajmuje 31,8 dnia.
Betę Trianguli otacza, podobnie jak Wegę, dysk pyłu silnie świecący w zakresie podczerwieni, w którym mogą formować się planety. W przyszłości większa gwiazda jeszcze się powiększy, a jej powierzchnia zbliży się lub nawet pochłonie mniejszy składnik; w układzie dojdzie do wymiany masy między gwiazdami albo nawet do zlania się ich w jeden obiekt.